# Opel Cascada
L'Opel Cascada (Chute d'eau en espagnol) est un cabriolet à capote souple produit par le constructeur automobile allemand Opel de 2013 à 2019. C'est le successeur de l'Astra TwinTop. Elle est fabriquée dans l'usine Opel de Gliwice (Pologne) aux côtés de l'Astra. Son design et développement technique ont été conduits au centre R&D Opel de Russelsheim.

## Vente dans le monde
La Cascada est vendue sous le nom d'Opel Cabrio en Espagne. mais également sous les différentes marques de GM telles que Vauxhall en Grande-Bretagne, Holden en Australie ainsi que Buick en Chine et aux États-Unis. Elle a été présentée au salon de l'automobile de Genève de 2013 ; les ventes ont débuté peu après.

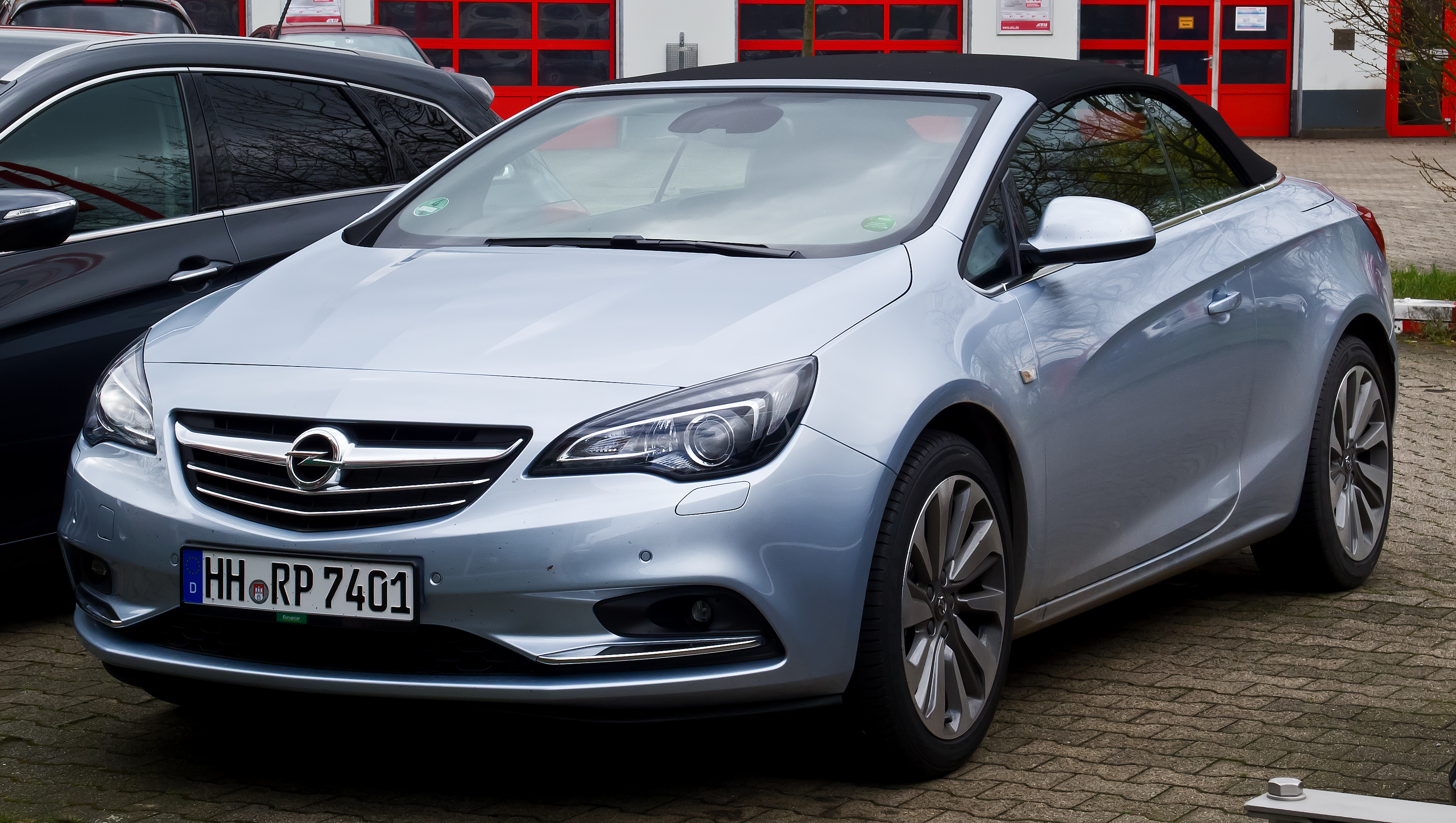
Vue avant
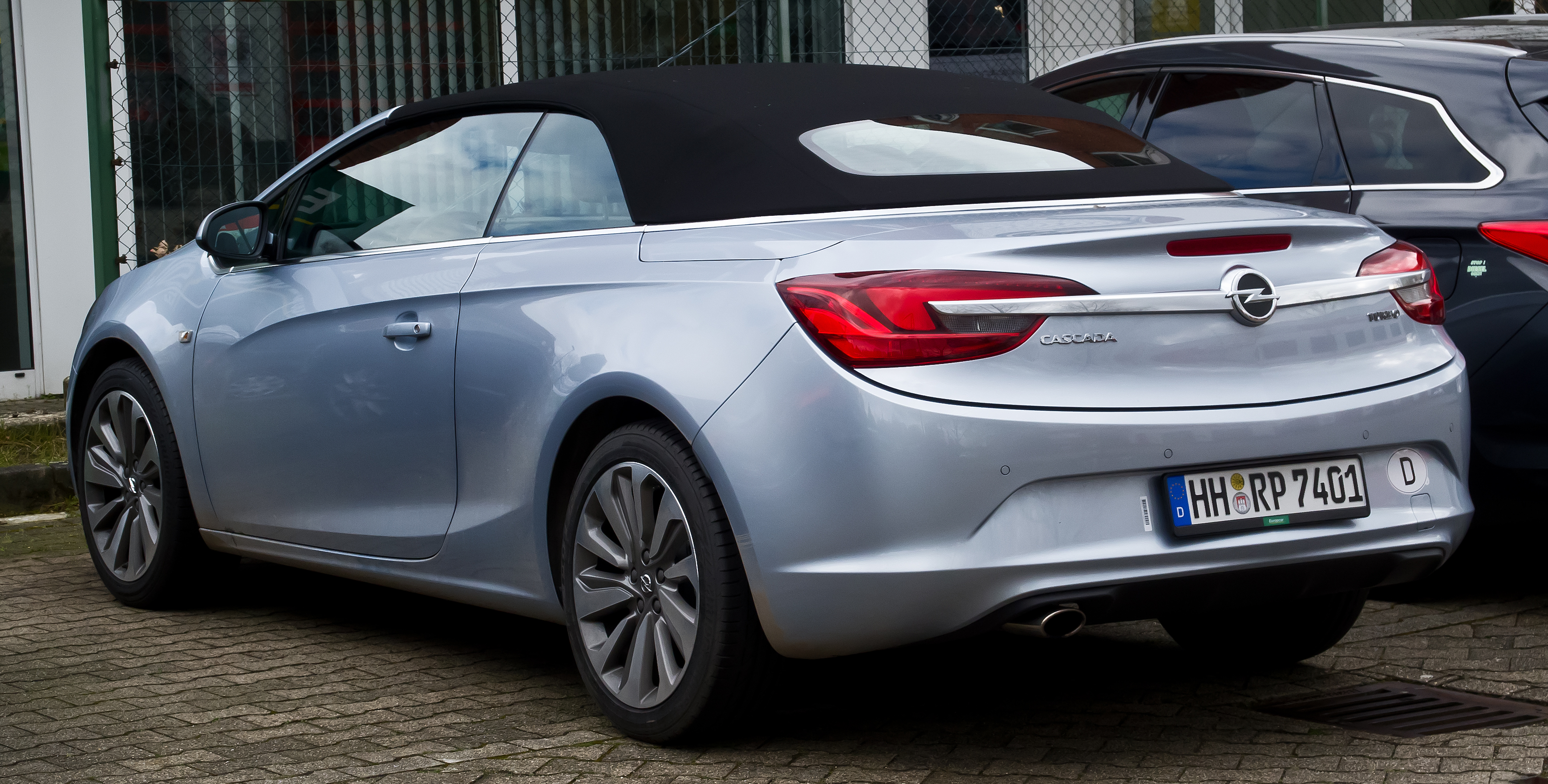
Vue arrière

## Motorisations
L'Opel Cascada reçoit le tout nouveau moteur 1,6 litre essence à injection directe, qui réduit la consommation et développe un couple ainsi qu'une puissance plus élevés.
Le moteur développe 168 ch (125,3 kW) entre 4 250 et 6 000 tr/min et 260 N m de couple entre 1 650 et 4 250 tr/min.
|                            | 1.4                  | 1.4                  | 1.6                  | 1.6                  | 2.0 CDTi             | 2.0 CDTi             | 2.0 CDTi             | 2.0 CDTi             |
| -------------------------- | -------------------- | -------------------- | -------------------- | -------------------- | -------------------- | -------------------- | -------------------- | -------------------- |
| Moteur                     | 4-cylindres en ligne | 4-cylindres en ligne | 4-cylindres en ligne | 4-cylindres en ligne | 4-cylindres en ligne | 4-cylindres en ligne | 4-cylindres en ligne | 4-cylindres en ligne |
| Cylindrée (cm3)            | 1362                 | 1362                 | 1598                 | 1598                 | 1956                 | 1956                 | 1956                 | 1956                 |
| Puissance maximale ch (kW) | 120                  | 140                  | 170                  | 170                  | 165                  | 165                  | 170                  | 195                  |
| au régime de (tr/min)      | 4900                 | 4900                 | 6000                 | 6000                 | 4000                 | 4000                 | 3750                 | 4000                 |
| Couple maximal (N m)       | 200                  | 200                  | 260                  | 260                  | 350                  | 350                  | 400                  | 400                  |
| au régime de (tr/min)      | 1850                 | 1850                 | 1650                 | 1650                 | 1750                 | 1750                 | 1750                 | 1750                 |
| Boîte de vitesses          | BVM6                 | BVM6                 | BVM6                 | BVA6                 | BVM6                 | BVA6                 | BVM6                 | BVM6                 |
| Vitesse maximale (km/h)    | 195                  | 207                  | 219                  | 222                  | 218                  | 212                  | 218                  | 230                  |
| 0-100 km/h (s)             | 11.9                 | 10.9                 | 9.9                  | 9.6                  | 10.3                 | 10.4                 | 10.3                 | 9.4                  |
| Consommation (L/100 km)    | 6.6                  | 6.4                  | 7.3                  | 6.3                  | 5.2                  | 6.2                  | 4.9                  | 5.2                  |
| Émissions de CO2 (g/km)    | 154                  | 148                  | 168                  | 148                  | 138                  | 163                  | 129                  | 138                  |